# Oxdjupet
Koordinaten: 59° 23′ 50″ N, 18° 26′ 30″ O
Der Oxdjupet (deutsch etwa Die Ochsentiefe) ist ein Sund zwischen Rindö und Värmdö und ist eine Hauptschifffahrtsroute nach Stockholm. An seiner schmalsten Stelle ist der Sund 180 Meter breit und er hat eine Tiefe zwischen 17 und 38 Metern. Im Oxdjupet verkehrt zwischen Rindö und Värmdö eine Fähre des staatlichen Verkehrswerkes.
Der enge Sund und der Schifffahrtsweg hatten einmal eine große militärische Bedeutung. Im Jahr 1549 ordnete König Gustav Wasa an, den Oxdjupet mit Unterwasserhindernissen zu versperren. Dies hatte den Zweck, den Verkehr der großen Schiffe nach Vaxholm und Kodjupet umzuleiten, wo man neue und für die damalige Zeit moderne Festungen errichtet hatte.
Die Unterwasserhindernisse erwiesen sich jedoch als unzureichend. Nach den Russischen Verwüstungen 1719 im Schärengarten von Stockholm, beschloss man, an der östlichen Seite des Sundes die Festung Fredriksborg anzulegen.
Nach ausführlichen Untersuchungen beschloss man, die Festung Vaxholm zu modernisieren und diese zu einer noch besseren Festung umzubauen. Die Bauarbeiten begannen im Jahr 1833 und wurden 1839 beendet. Da die Waffentechnik in dieser Zeit sehr große Fortschritte machte, war die Festung Vaxholm bereits bei ihrer Fertigstellung überaltert. Gleichzeitig wurde es für große Schiffe oder Handelsschiffe mit großem Tiefgang immer schwieriger, die Seefahrtsroute bei Vaxholm zu passieren. Im Jahr 1867 schlug man vor, den Oxdjupet von allen künstlichen Seefahrtshindernissen zu befreien. Um den Schutz Stockholms weiterhin zu gewährleisten, wurde die Festung Fredriksborg verstärkt und ausgebaut. 1897 wurde als weitere Schutzmaßnahme auf der westlichen Seite des Sunds die Festung Oskar-Fredriksborg errichtet. Diese diente nun als zusätzliche Verteidigungsmaßnahme.